# Furacão Frances
O furacão Frances se formou em 1º de setembro de 2004, como tempestade tropical, se transformando em furacão de categoria 2 no dia seguinte, com ventos de 175 km/h, segundo a Escala de Furacões Saffir-Simpson. No dia 3 de setembro se fortaleceu perto de Cuba e sendo classificado como de categoria 4, com ventos de 240 km/h. O furacão "Frances" atingiu Cuba e Flórida.